# Стрелецк (Оренбургская область)
Стреле́цк — село в Александровском районе Оренбургской области. Входит в состав Чебоксаровского сельсовета.

## География
Село находится на расстоянии 25 км к северо-западу от села Александровка, административного центра района.

### Часовой пояс
Село Стрелецк, как и вся Оренбургская область, находится в часовой зоне МСК+2. Смещение применяемого времени относительно UTC составляет +5:00.

## Население
| 2010 |
| ---- |
| 0    |